# Presa El Tunal
Presa El Tunal es una pequeña localidad argentina de la provincia de Salta, en el departamento Metán.
Se encuentra a orillas del Embalse El Tunal; se accede a través de la Ruta Nacional 16.
Es una pequeña villa donde se alojan los trabajadores del embalse.

## Población
Contaba con 10 habitantes (Indec, 2001), lo que representa un marcado descenso del 92% frente a los 122 habitantes (Indec, 1991) del censo anterior.

## Sismicidad
La sismicidad del área de Salta es frecuente y de intensidad baja, y un silencio sísmico de terremotos medios a graves cada 40 años